# اتلس ۵
اتلس ۵ (به انگلیسی: Atlas V) یک نوع موشک سامانه یک بار مصرف پرتاب از خانواده موشک‌های اتلس است. اتلس ۵ در گذشته توسط شرکت لاکهید مارتین راه‌اندازی می‌شد و اکنون توسط لاکهیدمارتین-بوئینگ که شرکتی از ترکیب بویینگ و لاکهید مارتین است، ساخته و به کار می‌افتد. اتلس ۵ از یک موتور آردی-۱۸۰ ساخت روسیه که سوخت آن نفت سفید و اکسیژن مایع می‌باشد برای تأمین نیروی طبقه اول، و یک موتور آمریکایی آرال-۱۰ با سوخت هیدروژن مایع و اکسیژن مایع برای طبقه بالایی که سِنتور نام دارند، استفاده می‌کند. در برخی از پیکربندی‌ها همچنین از موشک‌های پیشرانهٔ سوخت جامد ساخت اروجت در اطراف بدنه نیز استفاده می‌شود. کلاهک‌های موشک‌های اتلس ۵ که ۴ متر یا ۵٫۴ متر قطر دارد و سه اندازه طولی دارند، توسط یک شرکت سوییسی راگ اسپیس ساخته می‌شوند. اجزا این موشک در شهرهای دیکاتور، آلاباما؛ هارلینجن، تگزاس؛ سن دیگو کالیفرنیا؛ و در شعبه مرکزی یونایتد لانچ الاینس نزدیک دنور سرهم می‌شوند.

در ۲۲ پرتابش از اولین پرتاب اوت ۲۰۰۲ تا اوت ۲۰۱۰ اتلس ۵ تقریباً موفقیت کامل را داشته‌است. البته در ۱۵ ژوئن ۲۰۰۷ در پرتاب یکی از ماهواره‌های جاسوسی ان‌آراو ال-۳۰ در طبقه دوم موشک نابهنجاری پیش آمد و موتور سنتور زودتر از زمان برنامه‌ریزی شده خاموش شد. این ماهواره در مداری پایین‌تر از چیزی که برنامه ریزی شده بود قرار گرفت؛ ولی با این حال خود ان‌آراو این پرتاب را هم جزو پرتاب‌های موفق اعلام کرد.